# Heretic
Heretic är ett förstapersonsskjutarspel med fantasy-tema, utvecklat av Raven Software och utgivet av id Software 1994. Spelet är byggt på Doom-motorn. 1996 fick spelet en indirekt uppföljare, Hexen. Heretic II släpptes 1998 som en direkt uppföljare och fortsätter berättelsen i Heretic.